# Espacio interestelar

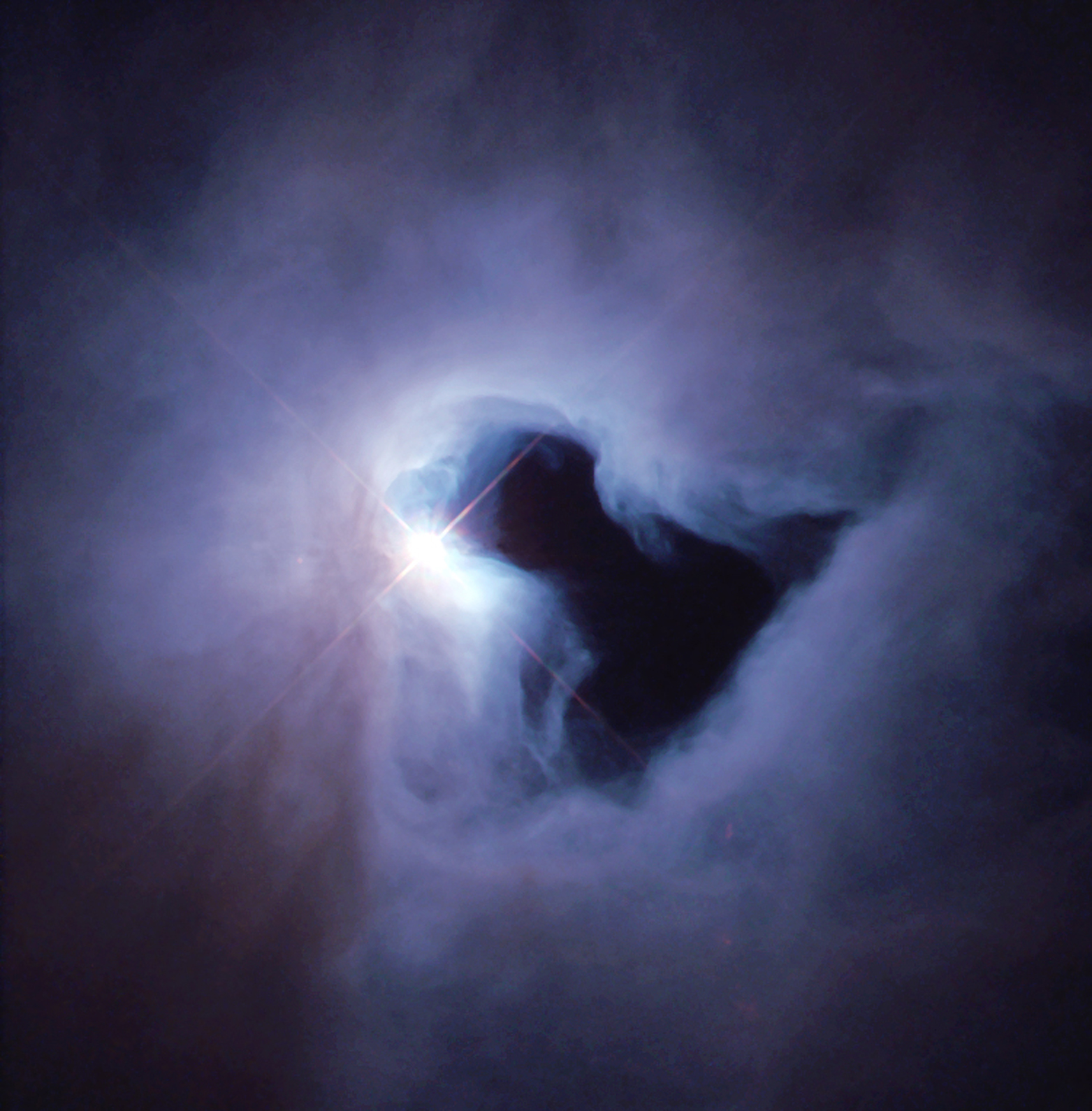
Nebulosa de Reflexión, en la constelación de Orión.

El espacio interestelar es la región que media entre las estrellas y no debe confundirse con el espacio intergaláctico, mucho más vacío.
En general, el espacio interestelar suele estar poblado de grandes cantidades de polvo cósmico, aunque la densidad regional puede ser muy variable, en función de la actividad de la zona. Los únicos objetos de manufactura humana que han logrado alcanzar el espacio interestelar, en el año 2012, es la sonda Voyager 1 de la NASA y la sonda Voyager 2, en el año 2018.
El medio interestelar está formado por un plasma extremadamente diluido para los estándares terrestres. La densidad de materia va desde un exiguo 1,5·10-26 g cm-3 en las zonas más calientes hasta un 2·10-18 g cm-3 en las más densas. Su densidad media es de 2,7·10-24 g cm-3, lo que equivale a un átomo de hidrógeno por centímetro cúbico aproximadamente. Dicho medio lo forman tres constituyentes básicos: materia ordinaria, rayos cósmicos y campos magnéticos.
El medio en sí es una mezcla heterogénea de polvo. La materia está compuesta a su vez de alrededor de un 99% en masa por partículas de gas y un 1% por polvo. La composición elemental del gas, de acuerdo a la nucleosíntesis primordial, es de un 90,8% en número (70,4% en masa) de hidrógeno, un 9,1% (28,1%) de helio y un 0,12% (1,5%) de elementos más pesados, comúnmente llamados metales en la jerga astrofísica. Una fracción significativa de estos metales condensan en forma de granos de polvo en las regiones más densas y frías del medio interestelar.
El medio interestelar suele dividirse en tres fases, dependiendo de la temperatura del gas: muy caliente (millones de kelvin), caliente (miles de kelvin), y frío (decenas de kelvin).
- Datos: Q1671395

1. ↑  Boulanger, F.; Cox, P.; Jones, A. P. (2000). «Course 7: Dust in the Interstellar Medium».  En F. Casoli; J. Lequeux; F. David, eds. Infrared Space Astronomy, Today and Tomorrow. p. 251. Bibcode:2000isat.conf..251B.
2. ↑  Herbst, Eric (1995). «Chemistry in The Interstellar Medium». Annual Review of Physical Chemistry 46: 27-54. Bibcode:1995ARPC...46...27H. doi:10.1146/annurev.pc.46.100195.000331.